# Johann Christian Gerning

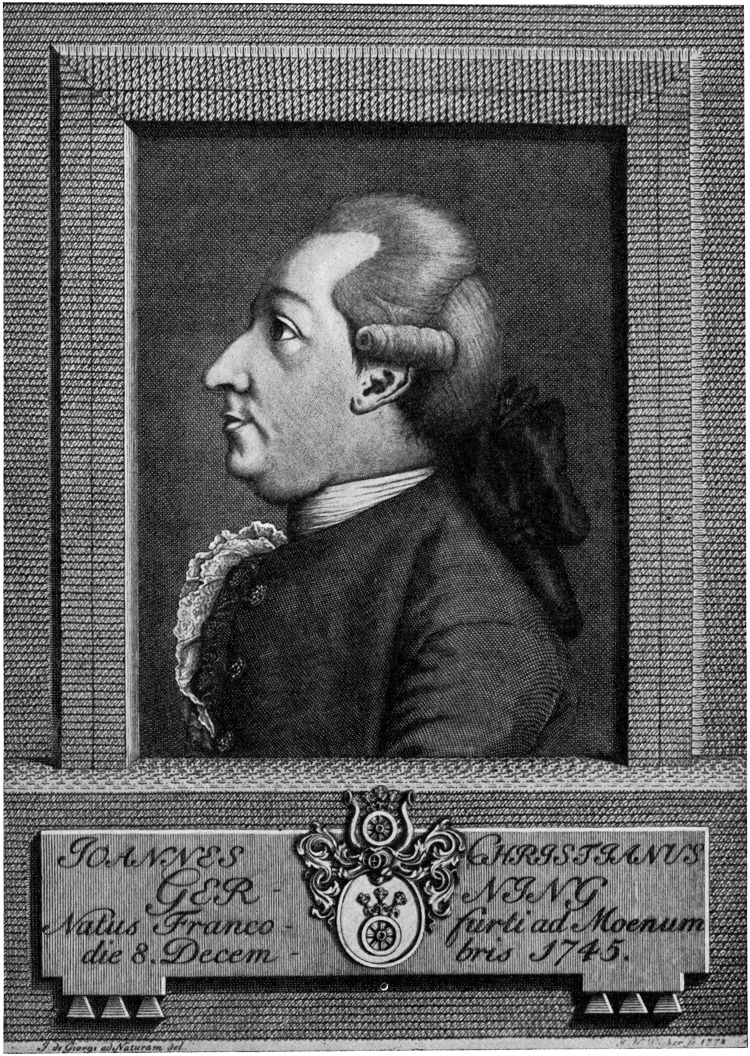
Johann Heinrich Wicker: Porträt Johann Christian Gernings, 1778

Johann Christian Gerning (* 1745 in Frankfurt am Main; † 1802) war ein Frankfurter Handelsmann und Bankier, der Insekten und Frankofurtensien sammelte.

## Lebenslauf
Gerning besaß wie viele wohlhabende Frankfurter des 18. Jahrhunderts eine Kunst- und Naturaliensammlung. Sie diente nicht alleine der Bildung und Erbauung, der Unterhaltung und dem Genuss, sondern wurde auch gezielt eingesetzt, um den gesellschaftlichen Anspruch zu demonstrieren und die soziale Stellung in der Frankfurter Stadtgesellschaft zu verbessern. Die Familie Gerning lebte erst seit einer Generation in Frankfurt. Sein Vater Peter Florens Gerning stammte aus Bielefeld und hatte nach seiner Ausbildung in Frankfurt 1732 das Bürgerrecht in der Reichsstadt beantragt, weil er gemerkt hatte, »wie groß der Unterschied seye, unter einem Souverain und in einer Republique bürgerlich zu leben«. Nach seiner Heirat mit Anna Elisabetha Schedel erwarb er 1741 das Haus »Zum großen Lindenfels« in der Schnurgasse (Lit. G. Nr. 73). Dort wuchs der 1745 geborene Johann Christian als einziges Kind auf. Im Todesjahr des Vaters 1764 schickten ihn die beiden bestellten Vormünder zur Lehre in die Schweiz, die er mit großem Widerwillen beim Handelshaus Gemuseus in Basel und bei Morel & Bertrand in Bern absolvierte. Zurück in Frankfurt heiratete er 1767 Maria Magdalena Moors, die Tochter des Schöffen und späteren Stadtschultheißen Johann Isaak Moors. Im gleichen Jahr wurde der einzige Sohn Johann Isaak geboren. Das Haus in der Schnurgasse ließ Gerning 1770 nach Plänen des Stuckateurs Christian Benjamin Rauschner modernisieren; 1787 verkaufte er es und zog an den gesellschaftlich angeseheneren Roßmarkt, wo er ein Gebäude »Am Salzhaus« erwarb. Dort beherbergte er anlässlich der Kaiserkrönung von 1790 den König von Neapel, Ferdinand IV. von Bourbon, und seine Gemahlin Königin Maria Carolina, eine Tochter Maria Theresias, und zur Kaiserkrönung 1792 den Fürsten von Esterházy. Johann Christian Gerning starb 1802 im Alter von 57 Jahren am Schlagfluss. Im Jahr 1789 wurde Gerning zum Mitglied der Leopoldina gewählt.

## Die Insektensammlung
Johann Christian Gerning trug eine für das 18. Jahrhundert durchaus typische Sammlung zusammen, deren Schwerpunkte Naturalien und Frankofurtensien bildeten. Schon als Jugendlicher hatte Gerning unter der Anleitung des Frankfurter Kanzlisten Johann Nikolaus Körner begonnen, Schmetterlinge zu sammeln; hinzu kamen später Käfer und Spinnen sowie Vögel. Dank einer ausgebreiteten Korrespondenz mit Sammlern und Forschern in ganz Europa gelang es Gerning – mit tatkräftiger Unterstützung seines Sohnes – eine Insekten-Sammlung von ungefähr 50.000 Exemplaren in 88 Kästen zusammenzutragen; darunter befanden sich auch Schmetterlinge aus dem Besitz der Maria Sibylla Merian. Natürlich besaß Gerning auch eine umfangreiche naturwissenschaftliche Fachbibliothek, die ihm die taxonometrische Ordnung der Sammlung nach den verschiedenen Gattungen erlaubte. Sammlung und Bibliothek ermöglichten ihm, maßgeblich an einer bedeutenden entomologischen Publikation mitzuwirken, den von dem französischen Steuerpächter und Sammler Gigot d’Orcy unterstützten »Papillons d’Europe«, die in Paris von 1779 bis 1793 in acht Bänden erschienen. Die Frankfurter Künstlerin Maria Eleonora Hochecker lieferte zahlreiche Zeichnungen nach Exemplaren aus der Gerning’schen Sammlung für die Kupfertafeln, die sie auch kolorierte.

## Die Frankofurtensien-Sammlung
Nach seiner Rückkehr von der Ausbildung in der Schweiz nahm Gerning nicht nur seine insektenkundliche Sammeltätigkeit wieder auf, er begann 1770 auch Frankofurtensien in Form von Zeichnungen, Kupferstichen, Büchern, Münzen und Medaillen zusammenzutragen. Hatten Frankfurter Bürger im 17. und 18. Jahrhundert vor allem schriftliche Zeugnisse zur Geschichte der Stadt kompiliert, so war Gerning offensichtlich der erste Sammler, der systematisch auch bildliche Zeugnisse zusammentrug, die heute eine wichtige Quelle für historische Forschungen bilden. Vermutlich beauftragte er auch Künstler wie Johann Caspar Zehender und Johann Jakob Koller mit der Anfertigung von Veduten und Bauaufnahmen. Die topographischen Ansichten, Architektur- und Ereignisdarstellungen sowie Porträts ordnete Gerning in mehreren Klebebänden, für die er von Zehender und Koller Titelblätter entwerfen ließ.

## Das Schicksal der Sammlungen

Christian Benjamin Rauschner: Entwurf zu einem Titelblatt für Johann Christian Gernings Sammlung von Frankfurter Porträts

Nach dem Tod Johann Christians ging die Sammlung 1802 auf seinen Sohn Johann Isaak von Gerning über, der sie – vermischt mit seinen eigenen Sammlungen – in den folgenden 30 Jahren peu à peu verkaufte, verschenkte und vertauschte. Nur ein Teil der Sammlungen lässt sich heute noch nachweisen. 1804 schenkte er vier Klebebände der Frankfurtensien-Sammlung und ein Gemälde von Jakob Marrel an die Frankfurter Stadtbibliothek, die sie 1878 an das neu gegründete Historische Museum Frankfurt überwies. Seine Kunst- und Altertumssammlung sowie Teile seiner Bibliothek vermachte er 1824 gegen eine Leibrente dem Nassauischen Verein für Altertumskunde (heute Stadtmuseum Wiesbaden und Nassauische Landesbibliothek); die Insektensammlung ging 1830 an den Nassauischen Verein für Naturkunde in Wiesbaden (heute Museum Wiesbaden). Diese gilt heute als umfangreichste Insekten-Sammlung des 18. Jahrhunderts.